# Ateneo Popular de Almodóvar del Río
El Ateneo Popular de Almodóvar del Río es la institución civil decana del pueblo español Almodóvar del Río, y el tercer ateneo más antiguo de Andalucía, fundado el 14 de mayo de 1925. Manuel Alba Blanes, jornalero, músico, dramaturgo y último alcalde republicano del pueblo fue su primer presidente. En 1952, el poeta Ricardo Molina fue nombrado socio honorario.
Los artículos primero y segundo de sus estatutos exponen:

Artículo 1º "Bajo la denominación de Ateneo Popular se constituye en esta población una asociación que tendrá por objeto difundir los conocimientos científicos y artísticos entre todas las clases sociales en general, y particularmente entre las clases obreras".

Artículo 2º "Cuando en la vida colectiva se cometa una arbitrariedad por parte de los poderes públicos contra el inviolable derecho de gentes o una limitación a libre emisión del pensamiento, esta entidad deberá hacer pública su disconformidad como lo estime más oportuno, por cuanto el silencio ante el atropello consumado representa la tácita conformidad con el mismo."

## Historia
Durante sus comienzos, la preocupación del Ateneo Popular consistió en abrir aulas para enseñar a leer y escribir, la creación de una biblioteca propia, una estudiantina, una escuela de música, la organización de conferencias, tertulias, la participación en las ferias del libro y facilitar el acceso a la cultura de la mujer. También se organizaron veladas de ocio de feria, fin de año y carnaval. A pesar del advenimiento de la guerra civil, el Ateneo Popular sobrevivió manteniendo su nombre y su esencia fundacional. Desde entonces, durante un siglo, ha intentado mantener este equilibrio entre ocio y divulgación, con infinidad de actos culturales de toda índole, siendo motor de la sociedad civil y cultural de Almodóvar del Río. Asimismo, fue también uno de los fundadores de la Federación de Ateneos de Andalucía, siendo sede administrativa de esta federación.
No obstante, a pesar de los esfuerzos por parte de su creador y de otros directivos, el ateneo apenas consiguió que los jornaleros se uniesen y apostasen por la cultura como medio de lucha, ya que no disponían de tiempo, por lo que muchos optaron por inscribirse para acceder a las veladas de baile.

### Premios y reconocimientos

#### Bandera de Andalucía de las Ciencias Sociales y las Letras

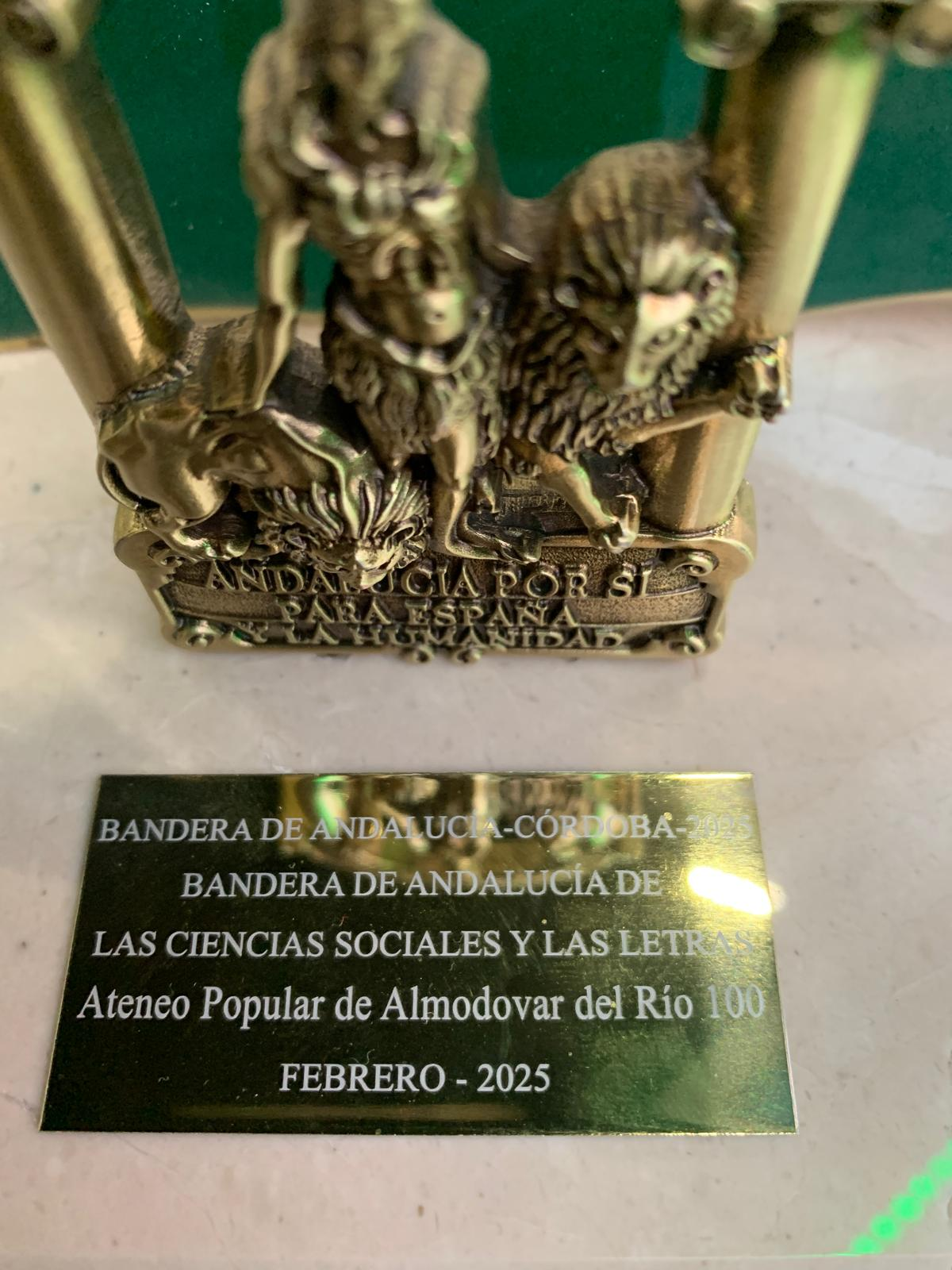
Bandera de Andalucía 2025 a las Ciencias Sociales y las Letras concedida por la Junta de Andalucía al Ateneo Popular de Almodóvar del Río

El 20 de febrero de 2025, en un emotivo acto, organizado por la Delegación del Gobierno de la Junta de Andalucía en Córdoba en conmemoración del Día de Andalucía, el Ateneo Popular de Almodóvar del Río, recibió «la Bandera de Andalucía de las Ciencias Sociales y las Letras».
Las motivaciones por las que se le ha otorgado esta distinción es por la "conmemoración el próximo día 14 de mayo de 2025 el centenario de existencia, celebrando cien años de compromiso con la difusión cultural y la defensa de los valores humanos. A lo largo de su historia, esta institución ha mantenido sus puertas abiertas incluso en los periodos más difíciles, como la Guerra Civil y la dictadura, evidenciando su profundo arraigo en la comunidad carbulense."

#### Andaluz del año Mochos Los 2025
La asociación cultural Mochos Los decidió conceder la distinción Premio Andaluz del año 2025 al Ateneo Popular del Almodóvar del Río "por llevar nuestra cultura andaluza a todos los rincones del mundo."